# دنیل کیلر
دنیل کیلر (اسپانیایی: Daniel Killer‎؛ زادهٔ ۲۱ دسامبر ۱۹۴۹) بازیکن فوتبال اهل آرژانتین است.

## باشگاهی
از باشگاه‌هایی که در آن بازی کرده‌است می‌توان به باشگاه فوتبال ریسینگ کلاب، نیولز اولد بویز، روساریو سنترال و ولز سارسفیلد اشاره کرد.

## تیم ملی
وی همچنین در تیم ملی فوتبال آرژانتین بازی کرده است.